# کاتلا (مجموعه تلویزیونی)
کاتلا (ایسلندی: Katla) یک سریال تلویزیونی درام، معمایی و ترسناک ایسلندی است که در سال ۲۰۲۱ منتشر شد. این سریال نخستین بار در ۱۷ ژوئن ۲۰۲۱ از نتفلیکس پخش شد.

## گزیدهٔ بازیگران
- جی.دی.آر.ان
- ایریس تانیا فلیگنرینگ
- اینکوار اکرت سیگورثون
- آلیت اوپیم
- والتر اسکاشگورد
- آلدیس آما همیلتون
- ثورستن باخمان
- سولوی آرنارشتوتیر
- هارالدور آری استفانسون
- بیورن ثورس
- بریگیتا بریگیستوتیر
- هیلنار آتلی هورذارسون
- هلگا براگت یونستوتیر
- بیورن اینگی هیلمارشون